# Maryland
Maryland (Aussprache [ˈmɛɹɪlənd] ⓘ) ist ein Bundesstaat der Vereinigten Staaten und Teil der Mittelatlantikstaaten. Der Staat ist für seinen ungewöhnlichen Grenzverlauf bekannt, der die Gebiete rund um die nördliche Chesapeake Bay umfasst und im Westen bis in die Appalachen reicht. Er grenzt im Süden an Virginia, im Westen an West Virginia, im Norden an Pennsylvania und im Osten an Delaware sowie im Osten an den Atlantischen Ozean und im Südwesten an die Hauptstadt und den Bundesdistrikt Washington, D.C. Mit einer Gesamtfläche von 32.130 km² ist Maryland flächenmäßig der neuntkleinste Bundesstaat, und mit rund 6,2 Millionen Einwohnern der 18. bevölkerungsreichste Bundesstaat. Damit ist er auf Platz fünf der am dichtesten besiedelten Bundesstaaten. Die Hauptstadt von Maryland ist Annapolis, und die bevölkerungsreichste Stadt ist Baltimore mit knapp 600.000 Einwohnern bzw. 2,2 Millionen im Ballungsgebiet. Außerdem hat sich ein großer Teil der Metropolregion von Washington D.C. mit der Zeit auf das Territorium von Maryland ausgeweitet.
Die Küste von Maryland wurde erstmals im 16. Jahrhundert von Europäern erkundet. Davor war es von mehreren amerikanischen Ureinwohnerstämmen bewohnt, vor allem von den Algonkin-Völkern. Die Provinz Maryland, eine der ursprünglichen dreizehn Kolonien, wurde 1634 von George Calvert, dem ersten Baron von Baltimore, einem katholischen Konvertiten, gegründet, der den in England verfolgten Katholiken eine religiöse Zuflucht bieten wollte. 1632 gewährte Karl I. von England Lord Baltimore eine Kolonialurkunde und benannte die Kolonie nach seiner Frau Henrietta Maria. 1649 verabschiedete die Generalversammlung von Maryland einen Act Concerning Religion, in dem der Grundsatz der Toleranz verankert wurde. Religiöse Konflikte waren in den ersten Jahren in Maryland an der Tagesordnung, und die Katholiken blieben eine Minderheit, wenn auch in größerer Zahl als in jeder anderen englischen Kolonie. Die frühen Siedlungen und Bevölkerungszentren Marylands gruppierten sich um die Wasserstraßen, die in die Chesapeake Bay mündeten. Die Wirtschaft war stark auf Plantagen ausgerichtet und konzentrierte sich hauptsächlich auf den Anbau von Tabak. Die Nachfrage der Maryland-Kolonisten nach billigen Arbeitskräften führte dazu, dass zahlreiche Vertragsbedienstete und versklavte Afrikaner eingeführt wurden. Im Jahr 1760 wurden die heutigen Grenzen Marylands nach der Beilegung eines langjährigen Grenzstreits mit Pennsylvania festgelegt. Viele seiner Bürger spielten im Amerikanischen Revolutionskrieg eine wichtige politische und militärische Rolle. Obwohl es ein Sklavenstaat war, blieb Maryland während des Amerikanischen Bürgerkriegs in der Union, und seine Nähe zu Washington D.C. und Virginia machte es zu einem wichtigen strategischen Standort. Nach dem Ende des Bürgerkriegs im Jahr 1865 nahm Maryland ein wichtiges Zentrum der industriellen Revolution, die durch die Seehäfen, das Eisenbahnnetz und die Masseneinwanderung aus Europa vorangetrieben wurde.
Seit den 1940er Jahren ist die Bevölkerung des Bundesstaates rapide angewachsen und gehört zu den am dichtesten besiedelten Bundesstaaten der USA. Im Jahr 2015 hatte Maryland das höchste mittlere Haushaltseinkommen aller Bundesstaaten. Dies ist zum Teil auf die Nähe zu Washington, D.C., und eine stark diversifizierte Wirtschaft zurückzuführen, die sich auf die Bereiche Fertigung, Einzelhandel, öffentliche Verwaltung, Immobilien, Hochschulbildung, Informationstechnologie, Verteidigungsaufträge, Gesundheitswesen und Biotechnologie erstreckt. Bekannte Unternehmen mit Sitz in Maryland sind u. a. der Rüstungskonzern Lockheed Martin, der größte US-Kernkraftwerksbetreiber Constellation Energy, oder der weltweit größte Hotelkonzern Marriott. In Baltimore befindet sich mit der Johns Hopkins University eine der renommiertesten Eliteunis des Landes.
Maryland ist einer der multikulturellsten Bundesstaaten des Landes; es ist einer der sieben Bundesstaaten, in denen Nicht-Weiße die Mehrheit der Bevölkerung stellen, mit dem fünfthöchsten Prozentsatz an Afroamerikanern und einem hohen Anteil an Einwohnern, die in Afrika, Asien, Mittelamerika und der Karibik geboren wurden.
Der westliche Teil des Bundesstaates umfasst Teile der Appalachen, der zentrale Teil besteht hauptsächlich aus dem Piedmont, und der östliche Teil des Bundesstaates macht einen großen Teil der Chesapeake Bay aus. Sechzehn der dreiundzwanzig Bezirke von Maryland und die Stadt Baltimore grenzen an die Gezeitengewässer der Chesapeake-Bay-Mündung und ihrer zahlreichen Nebenflüsse, die zusammen mehr als 4000 Meilen Küstenlinie umfassen. Obwohl er einer der kleinsten Bundesstaaten der USA ist, weist er eine Vielzahl von Klimazonen und topografischen Merkmalen auf, die ihm den Beinamen „Amerika im Kleinformat“ (America in Miniature) eingebracht haben. Marylands Geografie, Kultur und Geschichte sind vielfältig und umfassen Elemente der mittelatlantischen, nordöstlichen und südlichen Regionen des Landes.

## Geographie

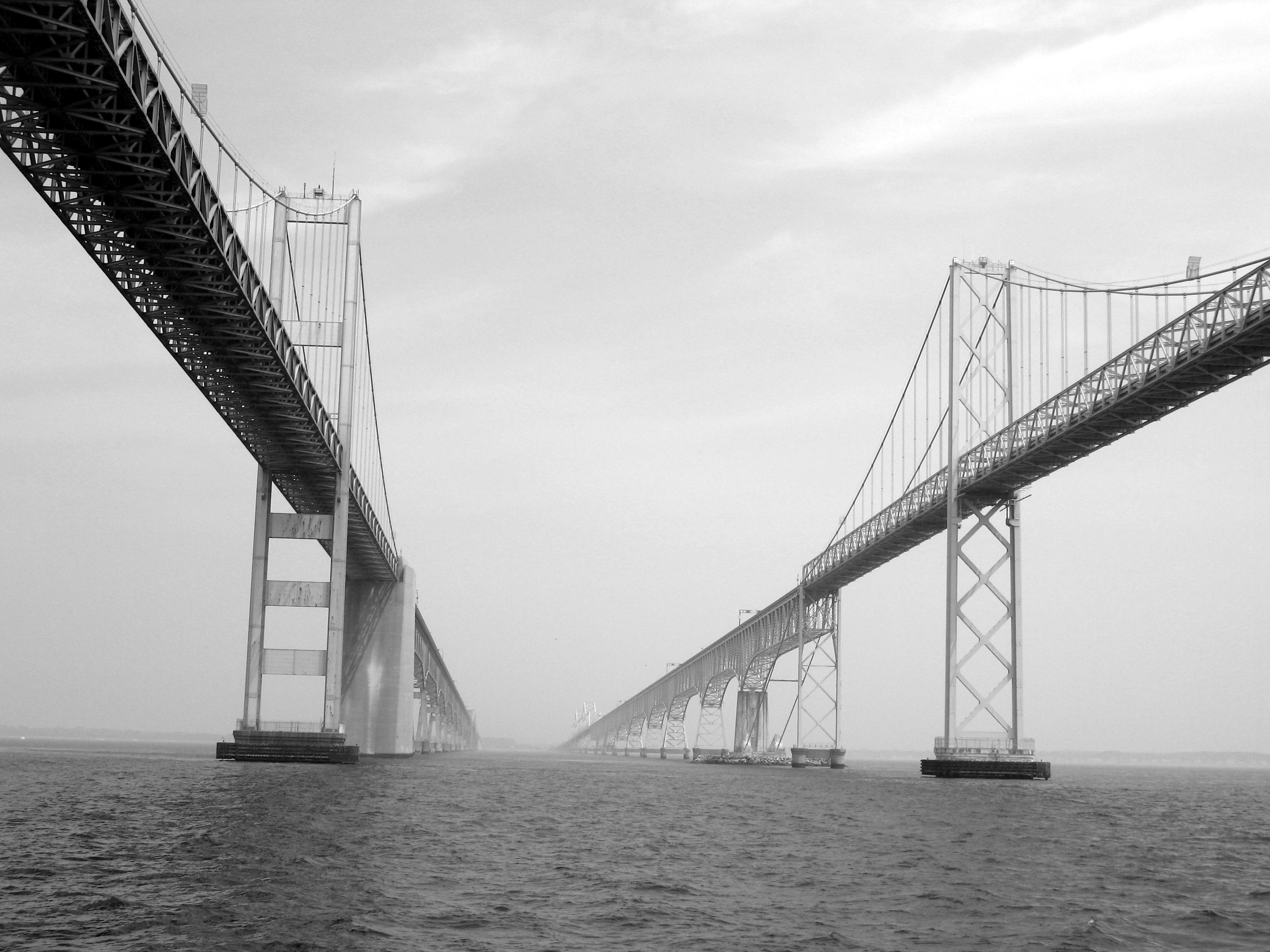
Chesapeake Bay Bridge

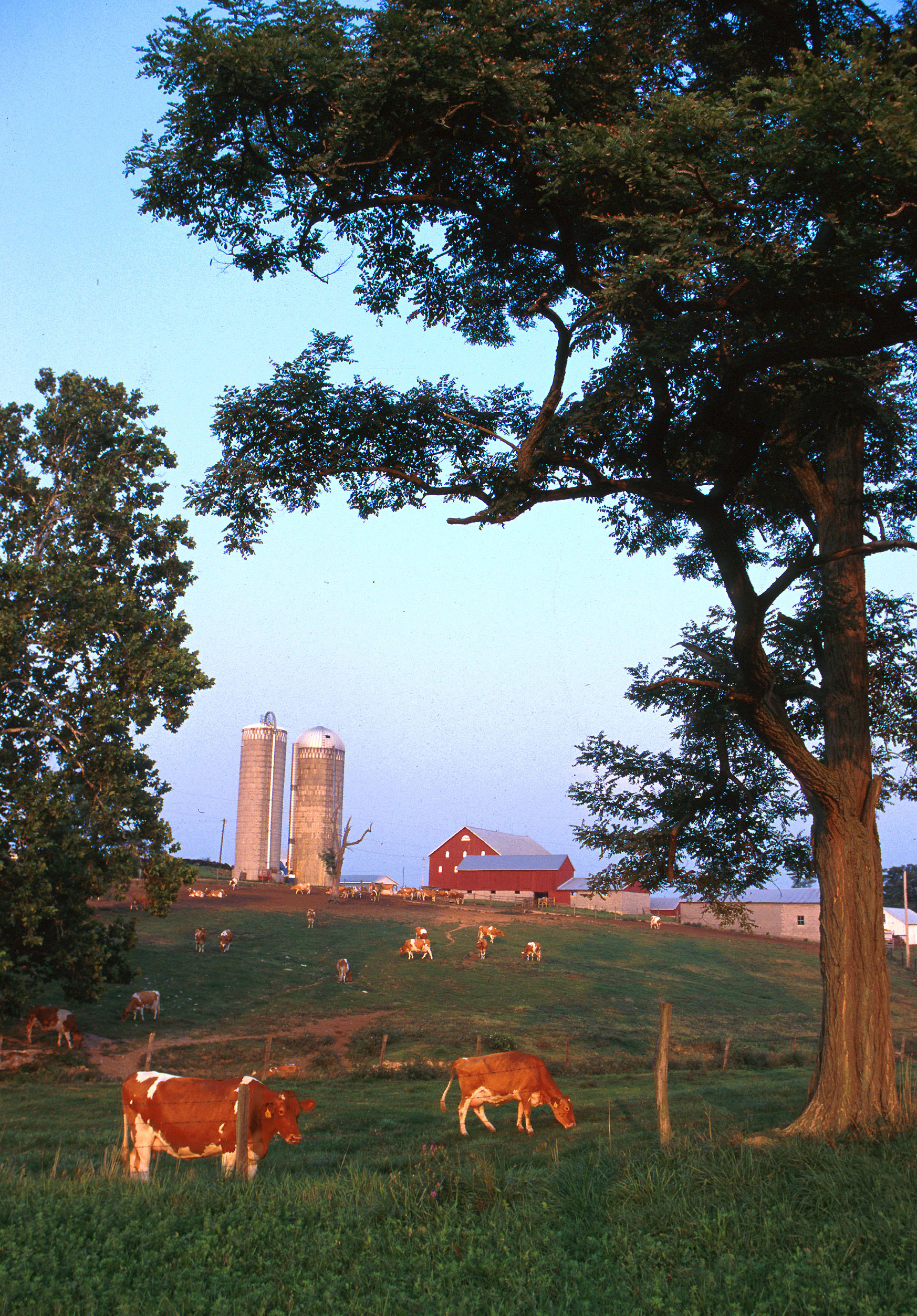
Rinder-Farm in Maryland

Maryland liegt in der Mitte der amerikanischen Ostküste und wird mit dieser Lage zu den Mittelatlantikstaaten gezählt, die ihrerseits ein Teil der Großregion Nordosten sind. Im Südwesten grenzt es an Virginia und den Hauptstadtbezirk Washington, D.C., im Westen an West Virginia, im Norden an Pennsylvania und im Nordosten an Delaware. An der tief ins Land schneidenden Chesapeake Bay liegen wichtige Häfen, wie Baltimore und Annapolis mit der Marineakademie der USA. Die Bucht war lange Zeit einer der ertragreichsten Fischgründe der Welt, doch Überfischung und Wasserverschmutzung ließen die Austernbänke fast vollkommen verschwinden. In dem relativ kleinen Staat liegen Extreme wie die Metropole Baltimore, die abgelegenen Hügel der Appalachen und an der Küste kleine Fischerdörfer nahe beieinander. Das Staatsgebiet weist eine Besonderheit auf: Bei Hancock liegen die Grenzen zu Pennsylvania im Norden und West Virginia im Süden weniger als drei Kilometer auseinander – dies ist die engste Stelle eines Bundesstaates der USA. Mit einer Bevölkerungsdichte von 244 Einwohnern pro Quadratkilometer bezogen auf die Landfläche von 25.314 km² gehört Maryland zu den am dichtesten besiedelten US-Bundesstaaten. Neben der Metropole Baltimore gehört auch etwa die Hälfte des umfangreichen Großraums von Washington, D.C. zu Maryland.
Die Fläche des Staates beträgt 32.133 km², wovon mit 6.819 km² 21,2 % Gewässer sind.

### Gliederung
Der Bundesstaat Maryland ist in 24 Countys  unterteilt. Die Stadt Baltimore gehört zu keinem County, wird aber mitgerechnet, weil sie in den meisten Bereichen die identischen Funktionen ausführt. Viele der Countys wurden nach Mitgliedern des Ordens von Baron Baltimore benannt. Sie besaßen die Kolonie Maryland von 1634 bis 1771.
- Siehe auch: Liste der Countys in Maryland

## Klima
Gemäß der effektiven Klimaklassifikation lässt sich das Klima in Maryland als Ostseitenklima beschreiben: Es treten dabei heiße, feuchte Sommer, kühle Winter und ganzjährig Niederschläge auf. In der Chesapeake Bay sind die Frühlings- und Sommertemperaturen etwas moderater als im Landesinneren, etwa in Washington, D.C.

## Geschichte
Lord Baltimore, der 1632 für das Land eine Bewirtschaftungskonzession erhielt, benannte das Gebiet nach Königin Henrietta Maria, der Ehefrau des englischen Königs Karl I., der im selben Jahr die Charta zur Gründung der Province of Maryland erließ.
Am 25. März 1634 ließen sich die ersten Siedler in dem Gebiet nieder. Die Province of Maryland war die einzige katholische unter den sonst strikt protestantischen britischen Kolonien in Nordamerika. Das erste katholische Bistum und die erste katholische Kathedrale der USA entstanden hier. Im 17. Jahrhundert kam es immer wieder zu Auseinandersetzungen zwischen Katholiken, Anglikanern und Puritanern in der Kolonie. Das Maryland-Toleranz-Gesetz von 1649 war eines der ersten Gesetze, die ausdrücklich andere (christliche) Konfessionen tolerierten, und gilt infolgedessen als Vorläufer des 1. Verfassungszusatzes. 1657 wurde es nach erneuten gewalttätigen Auseinandersetzungen erneut in Kraft gesetzt. Nach der Glorious Revolution 1689 wurde die Ausübung des katholischen Glaubens jedoch untersagt, was sich bis zur Unabhängigkeit der Vereinigten Staaten nicht ändern sollte. Viele Katholiken praktizierten ihren Glauben im Verborgenen weiter.
Die Mason-Dixon-Linie, zugleich die Grenze zwischen Pennsylvania und Maryland, wurde in den 1760er Jahren gezogen, um Streitigkeiten zwischen den Familien Penn und Calvert zu schlichten.
Ursprünglich hatte die königliche Charta – aufgrund einer fehlerhaften Landkarte – Maryland das Territorium nördlich des Potomac River bis zum 40. Breitengrad zugesprochen, wodurch ausgerechnet Philadelphia, die größte Stadt Pennsylvanias, zu Maryland gehört hätte. Daraufhin beauftragten die herrschenden Familien Marylands und Pennsylvanias, Calvert und Penn, die Geometer Charles Mason und Jeremiah Dixon mit dem Vermessen einer neuen gültigen Grenze. Die später nach ihnen benannte Linie ist auch die traditionelle und oft zitierte Grenze zwischen den so genannten Nord- und Südstaaten geworden.
1774 erklärte sich die Assembly of Freemen zur Legislative der Kolonie. Mit der Maryland Constitution of 1776 sagte sich Maryland endgültig von Großbritannien los. Thomas Johnson wurde 1777 erster gewählter Gouverneur Marylands.

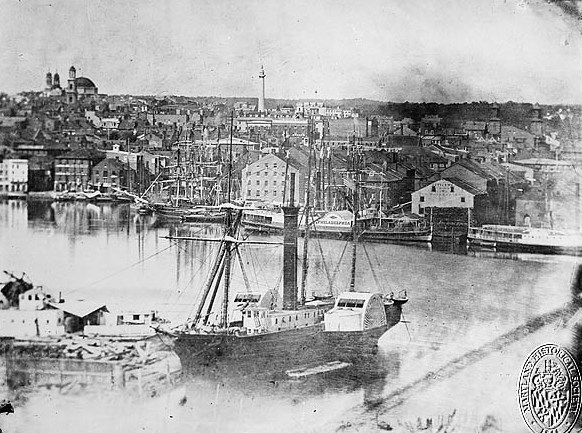
Hafen von Baltimore, 1849

Die US-amerikanische Hauptstadt Washington, D.C. entstand in einem zu diesem Zweck von Maryland abgetrennten Distrikt. Im Krieg von 1812 wurde Maryland Kriegsschauplatz, als die Briten vergeblich Zugriff auf die Kolonien zu gewinnen suchten. Die britischen Truppen scheiterten bei der Zerstörung der Schiffswerft und der Einnahme der Stadt Baltimore aufgrund des beharrlichen Widerstandes einer Hafenbefestigung. Das erbitterte Gefecht inspirierte den Augenzeugen Francis Scott Key zum Gedicht The Star-Spangled Banner, das zum Text der amerikanischen Nationalhymne wurde.
Während des Sezessionskrieges blieb Maryland weitgehend neutral. Der Staat erlaubte die Sklaverei, diese spielte aber wirtschaftlich eine weit geringere Rolle als in den Staaten des „tiefen Südens“, und Maryland gehörte nicht zu jenen Staaten, die sich als Konföderierte Staaten von Amerika von der Union lossagten. Am 19. April 1861, eine Woche nach dem Beginn des Bürgerkriegs, kam es in Baltimore zu bewaffneten Auseinandersetzungen zwischen Sympathisanten der Südstaaten und Angehörigen der Massachusetts Militia, die sich auf dem Weg nach Washington befanden, um in der Unionsarmee zu dienen. Die Auseinandersetzungen, die auf beiden Seiten Menschenleben kosteten, sind als Baltimore Riot of 1861 (oder auch Pratt Street Riot bzw. Pratt Street Massacre) in die Geschichte eingegangen. Maryland war Schauplatz mehrerer Schlachten: Am 17. September 1862 fand dort die Schlacht von Antietam, am 9. Juli 1864 die Schlacht von Monocacy statt. Als sich abzeichnete, dass es sich infolge der Vorkehrungen des Nordens nicht von der Union lossagen würde, bezog man Maryland nicht in die Emanzipationsproklamation ein. Die Sklaverei wurde 1864 mit seiner neuen Verfassung abgeschafft.
Ende des 19. Jahrhunderts hielt in dem Ostküstenstaat die Industrialisierung Einzug, zahlreiche Einwanderer aus Europa ließen sich hier nieder. Die Stadt Baltimore wurde zu einem Zentrum der deutschstämmigen Amerikaner, später kamen infolge der Great Migration viele Afroamerikaner hinzu.

## Politik
| Jahr | Demokraten       | Republikaner     |
| ---- | ---------------- | ---------------- |
| 2024 | 62,6 % 1.902.577 | 34,0 % 1.035.550 |
| 2020 | 65,3 % 1.985.023 | 32,1 % 976.414   |
| 2016 | 60,3 % 1.677.928 | 33,9 % 943.169   |
| 2012 | 61,9 % 1.677.844 | 35,9 % 971.869   |
| 2008 | 61,9 % 1,629,467 | 36,4 % 959.862   |
| 2004 | 55,9 % 1.334.493 | 42,9 % 1.024.703 |
| 2000 | 56,5 % 1.145.782 | 40,1 % 813.797   |
| 1996 | 54,2 % 966.207   | 38,2 % 681.530   |
| 1992 | 49,8 % 988.571   | 35,6 % 707.094   |
| 1988 | 48,2 % 826.304   | 51,1 % 876.167   |
| 1984 | 47,0 % 787.935   | 52,5 % 879.918   |
| 1980 | 47,1 % 726.161   | 44,1 % 680.606   |
| 1976 | 53,0 % 759.612   | 46,9 % 672.661   |

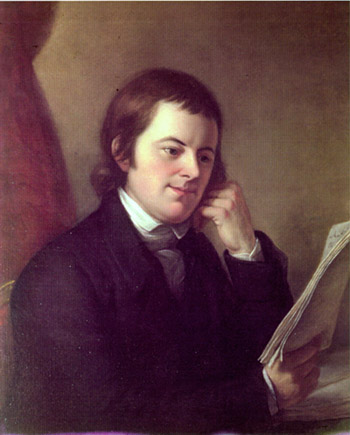
Thomas Johnson war Marylands erster gewählter Gouverneur

Gouverneur ist der Demokrat Wes Moore, der im Januar 2023 dem Republikaner Larry Hogan im Amt nachfolgte.
In Bezug auf Präsidentschaftswahlen gilt Maryland heute als sicherer Blue State, der seit der Wahl John F. Kennedys 1960 nur 1972, 1984 und 1988 von Republikanern gewonnen werden konnte. Seit 1992 gewannen hier also nur demokratische Präsidentschaftskandidaten, seit 2008 sogar mit mehr als 20 Prozent Vorsprung.
Der hohe Anteil der afro-amerikanischen Bevölkerung in Maryland ist ein wichtiger Faktor dafür. Diese ist seit den späten 1960er-Jahren eine der Hauptwählergruppen der Demokraten. Im Electoral College stellt Maryland seit 1964 zehn Wahlmänner.
Die Metropolregion von Baltimore gilt zudem als Hochburg der Demokraten. Die westlichen Ausläufer in die Appalachen, die deutlich geringer bevölkert sind, gelten hingegen als republikanisch, ebenso wie der Osten auf der Delmarva-Halbinsel.
Am 14. Mai 2008 entschied die Regierung von Maryland, den ersten Freitag nach dem Erntedankfest (Thanksgiving) den Indianern in dem Bundesstaat zu widmen. 121.000 Indianer, die meisten zugewandert aus anderen Bundesstaaten, lebten zu dieser Zeit in Maryland. Die Mehrheit hatte ihre Identität lange verschwiegen, da einerseits kein Stamm offizielle Anerkennung erhalten hatte, sie andererseits fürchteten, ähnlich diskriminiert zu werden wie die ehemaligen Sklaven.
Als 18. Bundesstaat der USA verabschiedete Maryland am 15. März 2013 ein Gesetz zur Abschaffung der Todesstrafe mit 82 zu 56 Stimmen. Die Bestrafung war nach einem Gerichtsurteil bereits seit 2006 ausgesetzt. Damit endete eine 375-jährige Ära; die Todesstrafe war noch unter britischer Kolonialherrschaft im Jahre 1638 eingeführt worden.

### Staatsregierung
- Liste der Gouverneure von Maryland
- Liste der Vizegouverneure von Maryland

### Kongress
- Liste der Senatoren aus Maryland
- Liste der Mitglieder des US-Repräsentantenhauses aus Maryland

### Mitglieder im 119. Kongress
|  | Name                  | Mitglied seit    | Parteizugehörigkeit |
|  | --------------------- | ---------------- | ------------------- |
|  | Andrew Peter Harris   | 2011             | Republikaner        |
|  | Johnny Olszewski      | 2025             | Demokrat            |
|  | Sarah Elfreth         | 2025             | Demokrat            |
|  | Glenn Ivey            | 2023             | Demokrat            |
|  | Steny Hamilton Hoyer  | 1981             | Demokrat            |
|  | April McClain-Delaney | 2025             | Demokrat            |
|  | Kweisi Mfume          | (1987–1996) 2020 | Demokrat            |
|  | Jamin Ben Raskin      | 2017             | Demokrat            |

|  | Name                   | Mitglied seit | Parteizugehörigkeit |
|  | ---------------------- | ------------- | ------------------- |
|  | Angela Alsobrooks      | 2025          | Demokrat            |
|  | Christopher Van Hollen | 2017          | Demokrat            |

## Bevölkerung

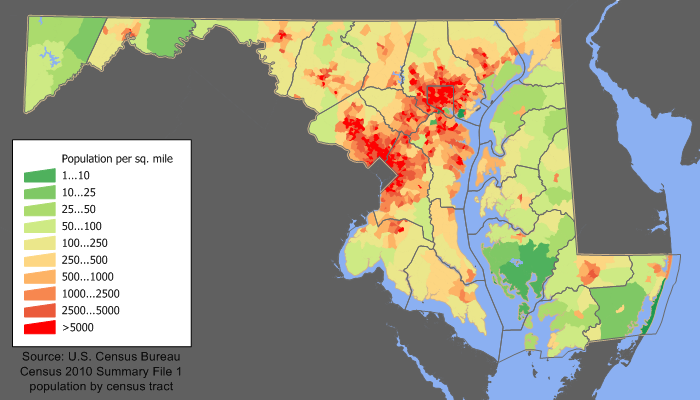
Bevölkerungsdichte

In Maryland lebten zum 1. Juli 2019 laut offizieller Schätzung 6.045.680 Einwohner, davon 58,5 Prozent Weiße, 31,1 Prozent Schwarze, 6,7 Prozent Asiaten, 0,6 Prozent Indianer und 0,1 Prozent aus dem pazifischen Raum. 2,3 Prozent wurden mehreren „Rassen“ zugeordnet. Der Anteil der Hispanics betrug 10,2 Prozent, darunter 8,5 Prozent weiße Hispanics. Der Anteil der weißen, nichthispanischen Bevölkerung unterschritt 2019 die Marke von 50 %, wodurch Maryland zum Majority-Minority-State wurde.

### Größte Städte

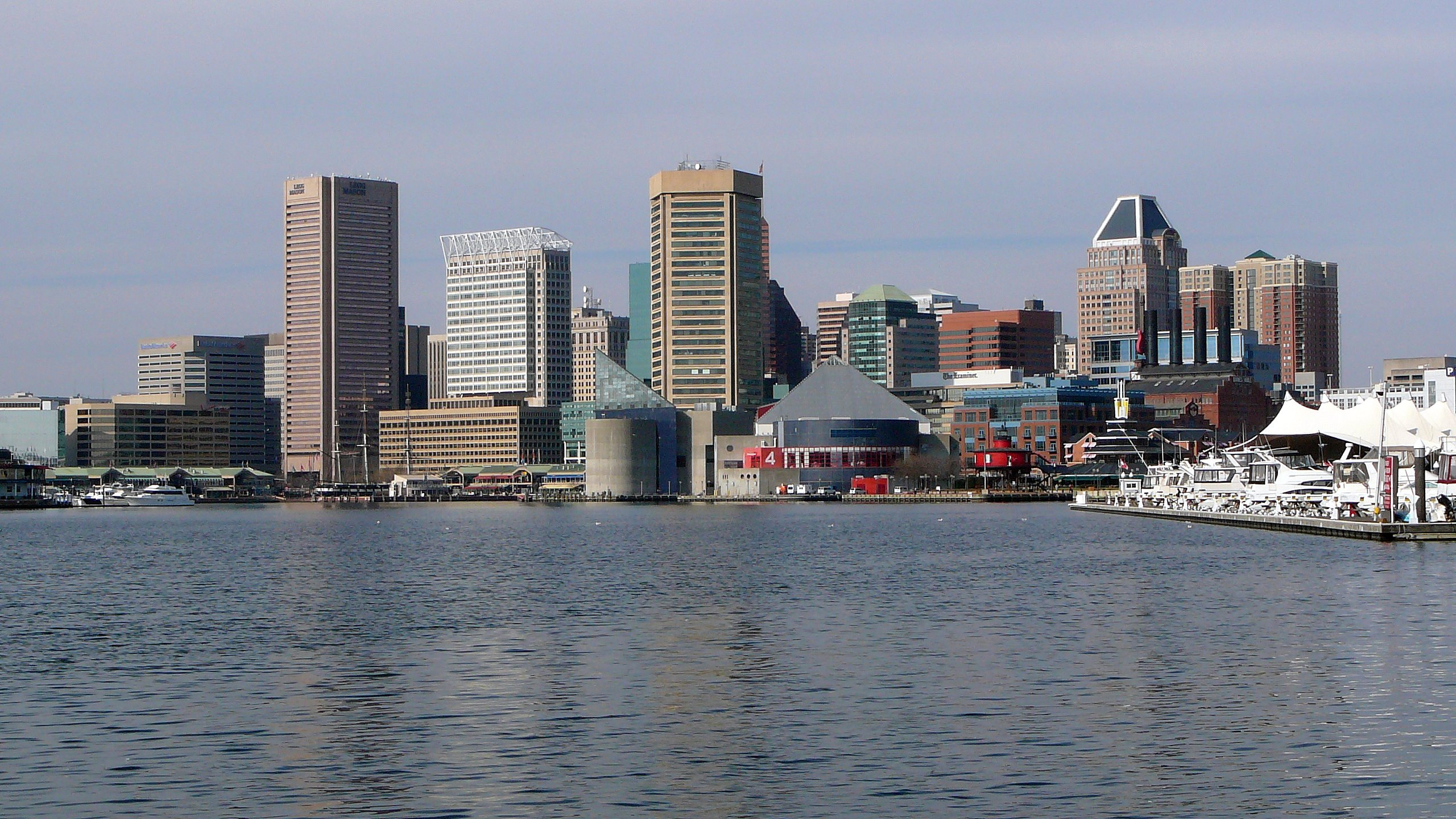
Baltimore ist die einwohnerreichste Stadt Marylands

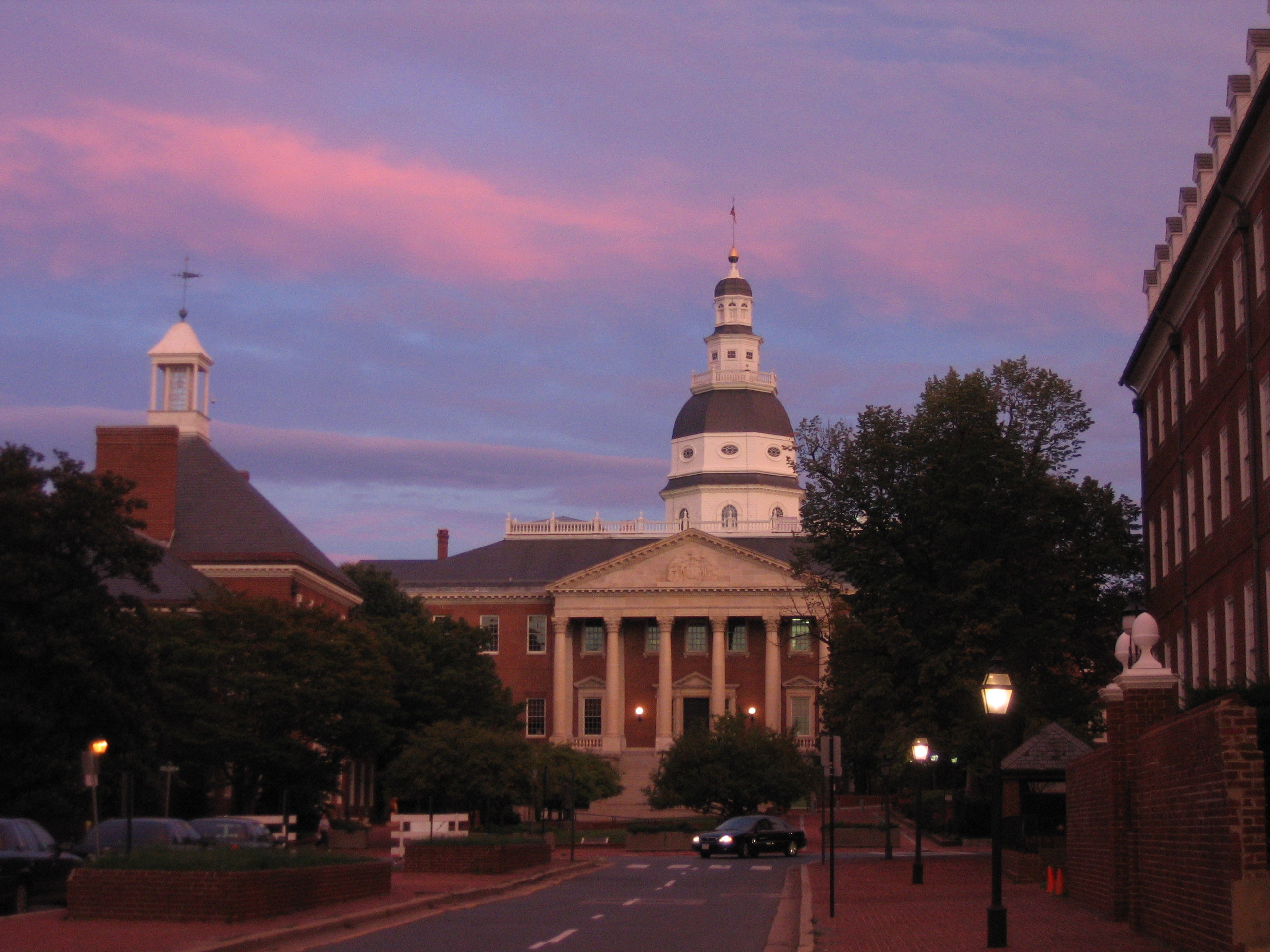
State House in Marylands Hauptstadt Annapolis

| Ort            |                |  |         | Einwohner |
| Baltimore      | Baltimore      |  | 585.708 | 585.708   |
| Columbia       | Columbia       |  | 104.681 | 104.681   |
| Germantown     | Germantown     |  | 91.249  | 91.249    |
| Waldorf        | Waldorf        |  | 81.410  | 81.410    |
| Silver Spring  | Silver Spring  |  | 81.015  | 81.015    |
| Frederick      | Frederick      |  | 78.171  | 78.171    |
| Ellicott City  | Ellicott City  |  | 75.947  | 75.947    |
| Glen Burnie    | Glen Burnie    |  | 72.891  | 72.891    |
| Gaithersburg   | Gaithersburg   |  | 69.657  | 69.657    |
| Bethesda       | Bethesda       |  | 68.056  | 68.056    |
| Dundalk        | Dundalk        |  | 67.796  | 67.796    |
| Rockville      | Rockville      |  | 67.117  | 67.117    |
| Towson         | Towson         |  | 59.553  | 59.553    |
| Bowie          | Bowie          |  | 58.329  | 58.329    |
| Hagerstown     | Hagerstown     |  | 57.648  | 57.648    |
| Severn         | Severn         |  | 57.118  | 57.118    |
| Wheaton        | Wheaton        |  | 52.150  | 52.150    |
| Aspen Hill     | Aspen Hill     |  | 51.063  | 51.063    |
| North Bethesda | North Bethesda |  | 50.094  | 50.094    |
| Census 2020    |                |  |         |           |

## Sehenswürdigkeiten, Kultur und Natur
- Annapolis: Haupt- und Hafenstadt, Marineakademie
- Antietam National Battlefield: Gedenkstätte der blutigsten Schlacht des Sezessionskrieges
- Assateague Island National Seashore: Naturschutzgebiet mit unberührten Stränden und Marschlandschaften
- Baltimore
- Blackwater-Naturreservat Sonnenuntergang, Blackwater in Maryland

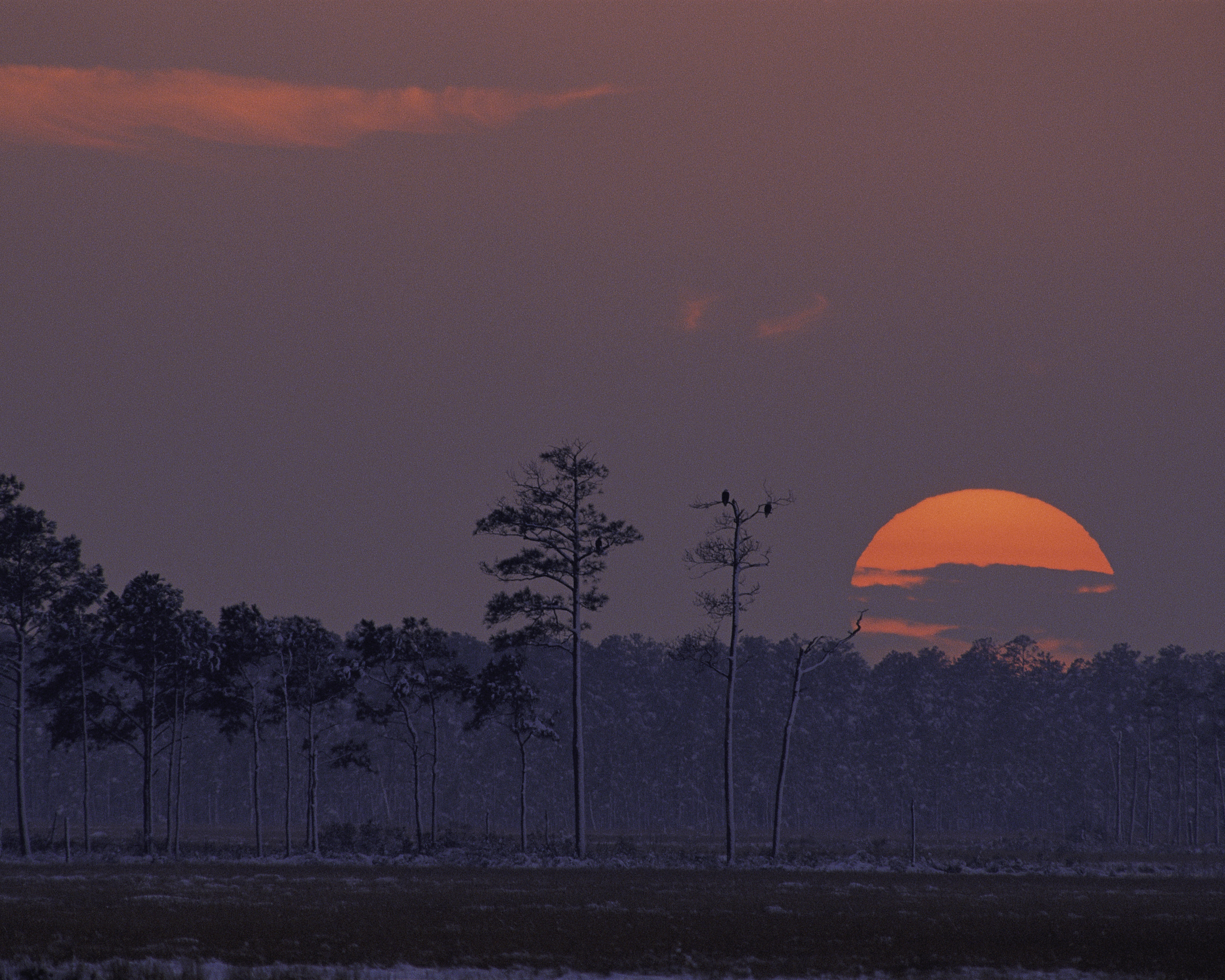
Sonnenuntergang, Blackwater in Maryland

- Chesapeake Bay mit all ihren Vorzügen zum Segeln, Angeln und sonstigen Wassersportmöglichkeiten
- Fort George G. Meade in Fort Meade: Sitz der National Security Agency
- Frederick
- Ocean City: zehn Meilen langer Atlantikstrand und Rummelplatz, besonders überlaufen während des Spring Breaks
- „Preakness Stakes“: berühmtes Pferderennen in Baltimore
- St. Michaels: malerische Hafenstadt

## Sport

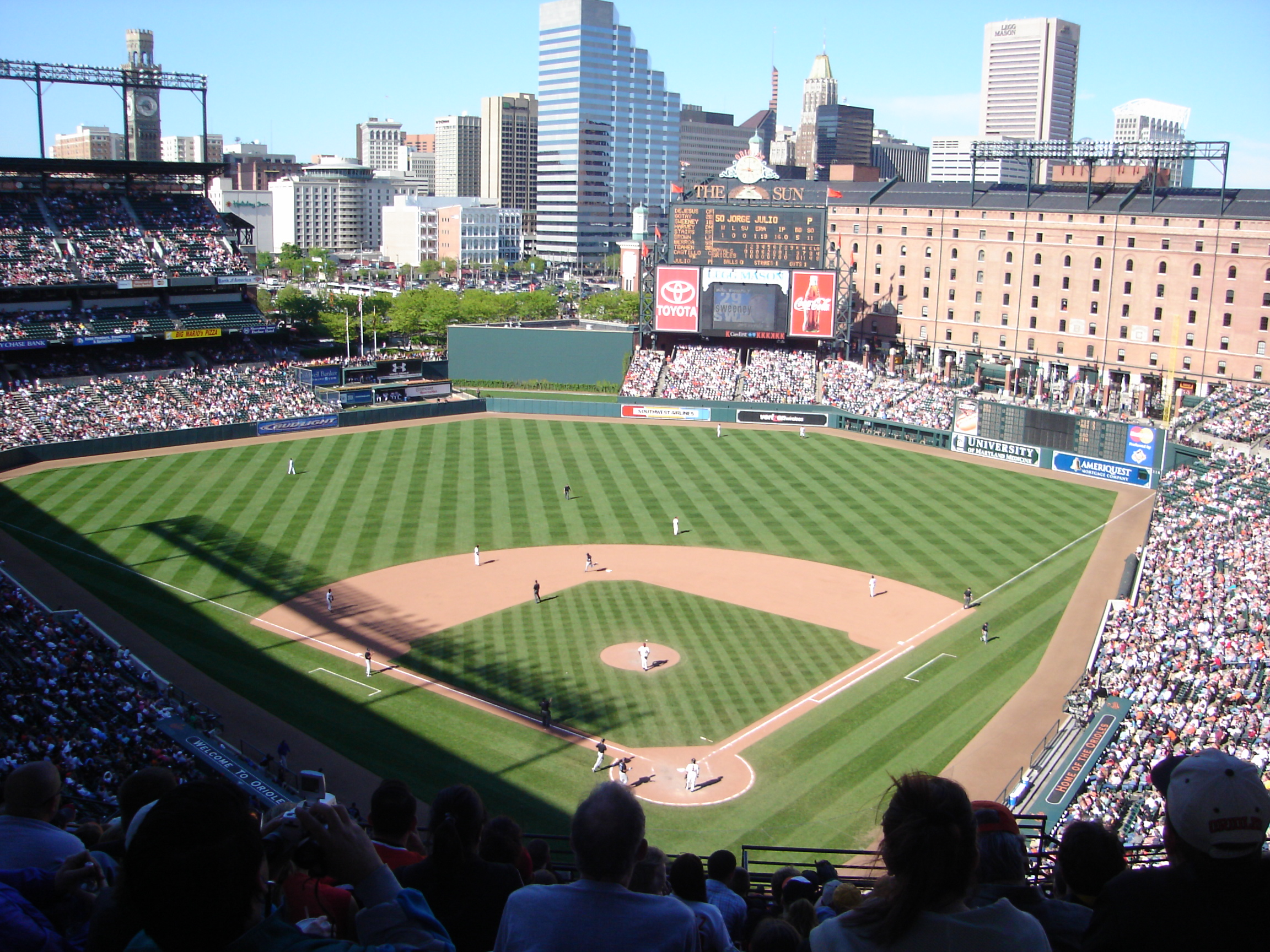
Oriole Park ist das Stadion der Baltimore Orioles

In Baltimore spielt das American-Football-Team der Baltimore Ravens, das 1996 gegründet wurde und seine Heimspiele in der NFL seit 1998 im 71.008 Zuschauer fassenden M&T Bank Stadium austrägt. Das in der MLB spielende Baseballteam der Baltimore Orioles wurde 1894 in Milwaukee gegründet, spielt seit 1954 in Baltimore und konnte dreimal den World-Series-Titel gewinnen. Das 79.000 Plätze fassende FedExField in Landover wurde 1997 eröffnet und ist die Heimspielstätte der Washington Commanders aus der NFL. In Rockville trug der drittklassige Profifußballverein Real Maryland Monarchs seine Heimspiele der USL Second Division aus. Ebenfalls in dieser Liga spielte Crystal Palace Baltimore, das mit dem englischen Verein Crystal Palace verbunden war.

## Wirtschaft und Infrastruktur
Das Bruttoinlandsprodukt pro Kopf (englisch per capita GDP) betrug im Jahre 2016 62.874 US-Dollar (nationaler Durchschnitt der 50 US-Bundesstaaten: 57.118 US-Dollar; nationaler Rangplatz: 11). Die Arbeitslosenrate lag im November 2017 bei 4,0 Prozent (Landesdurchschnitt: 4,1 Prozent). Mit 94.384 US-Dollar im Jahre 2020 hatte Maryland das höchste mittlere Haushaltseinkommen unter allen Bundesstaaten.
Agrarsektor: Meeresfrüchte, Fisch, Geflügel und Eier, Molkereiprodukte, Rinder, Sojabohnen, Getreide und Tabak. Industrie: Elektroartikel, Medizintechnik, Biotechnologie Lebensmittelindustrie, Chemieprodukte, Druckereien und Verlage, Maschinenbau, Kohle, Tourismus. Die Industrie ist auf die größte Stadt Marylands, Baltimore, konzentriert.

## Bildung
Die wichtigsten staatlichen Hochschulen sind in dem University System of Maryland mit Hauptstandort in College Park zusammengefasst. Die Militärakademie der US-amerikanischen Marine, die United States Naval Academy, ist eine der anerkanntesten amerikanischen Hochschulen mit dem Ziel eines Bachelor-Abschlusses. Die bekannteste private Hochschule ist die Johns Hopkins University. Weitere Hochschulen sind in der Liste der Universitäten in Maryland verzeichnet.

## Sonstiges

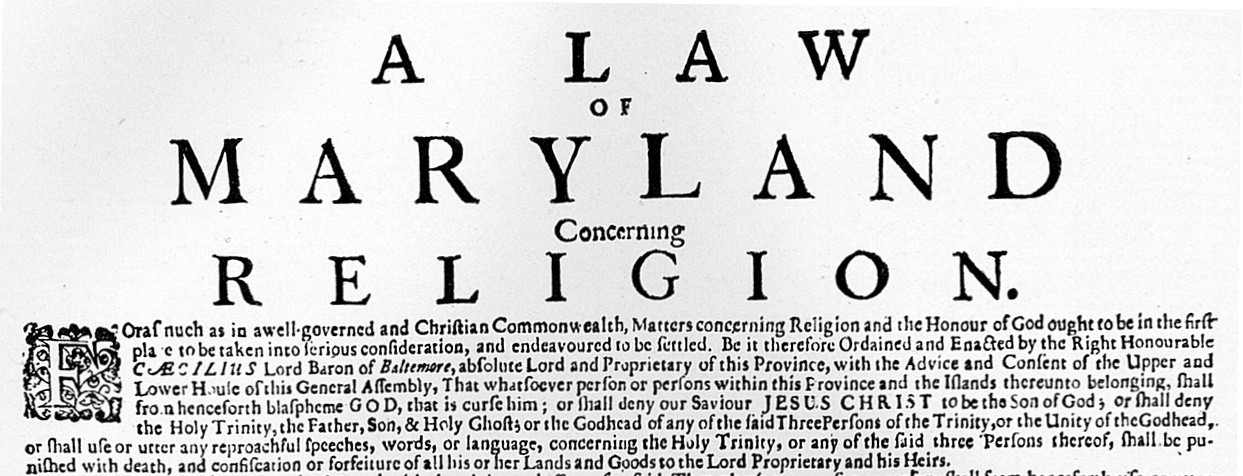
Titelseite des Maryland-Toleranz-Gesetzes

- Die Staatsflagge beinhaltet die Wappen der Familien Calvert und Crossland. Der Gründungsvater des Staates war Cecil Calvert, Baron Baltimore. Das schwarz-goldene Wappen gehört zur Familie Calvert. Die rot-weißen Insignien stehen für die Familie Crossland.
- Das Staatsmotto ist Fatti maschii parole femine, sinngemäß starke Heldentaten, sanfte Aussagen.
- Die Melodie der Staatshymne „Maryland, My Maryland“ stammt von dem deutschen Lied „O Tannenbaum“, der Text von James Ryder Randall. Im Mai 2021 wurde bekannt, dass die Hymne nicht mehr verwendet werden soll.[16]
- Staatsvogel ist der Baltimoretrupial (Icterus galbula).
- In Fort Meade unterhält der Geheimdienst NSA sein Hauptquartier, die sogenannte Crypto City.